# Salgado Filho
Salgado Filho é um município brasileiro do estado do Paraná. Sua população estimada em 2004 era de 4.821 habitantes.

## História
Com predominância de família de origem italiana e alemães, mas presença também de poloneses e caboclos, quase todos oriundos do Rio Grande do Sul e Santa Catarina. Teve designado o nome de Salgado Filho, em homenagem ao político gaúcho, Joaquim Pedro Salgado Filho, deputado federal e senador pelo estado do Rio Grande do Sul e Ministro do Trabalho (1932-1938) e da Aeronáutica (1941-1945).
Em 1952 passou a pertencer como distrito de Barracão, sendo oficializado como tal em 1955, pelo decreto nº 13/55, e mais tarde sendo criado Município, pela Lei Estadual nº 4.788/63, de 29 de novembro de 1963, sendo instalado em 14 de dezembro de 1964; com as primeiras eleições realizadas em 15 de novembro de 1964, elegendo o primeiro Prefeito de Salgado Filho, Dr. Adolfo Rosewicz.

## Geografia
Salgado Filho fica localizado no sudoeste do Paraná, entre os municípios de: Flor da Serra do Sul, Bom Jesus do Sul, Santo Antônio do Sudoeste e Manfrinópolis, nas proximidades de Francisco Beltrão (cidade polo). Está a uma altitude de 519 metros em relação ao nível do mar, latitude 26° 10' 50 Sul e longitude 53° 22' 45 W-GR, com uma área de 138 km², relevo ondulado com grande número de elevações montanhosas e encostas, vários rios, pluviosidade média de 230,65 mm.

### Clima
Com clima subtropical úmido mesotérmico, verões quentes com tendência de concentração das chuvas (temperatura média superior a 22 °C), invernos com geadas pouco frequentes (temperatura média inferior a 18 °C), sem estação seca definida.

## Demografia
A densidade demográfica é de 29,29 hab/km².

## Festas
Com as família de italianos e alemães, Salgado Filho acolheu muitas manifestações e usos tradicionais e populares que deram origem a eventos de cunho regional, interestadual, tais como: Bailes de Kerb, Rodeio Crioulo Interestadual, Festival Municipal da Canção e a Festa do Vinho e Feira do Queijo.

### Festa do Vinho e Feira do Queijo
A oportunidade para a comercialização e divulgação dos produtos é a Festa do Vinho e Feira do Queijo, realizada anualmente no 3º finais de semana de julho, onde é servido também comidas típicas italiana e gaúcho (costelão) e o café colonial. A tradicional missa italiana, a escolha da Rainha da Festa e shows com artistas de renome nacional, enriquecem a festa.

## Economia
De origem agropecuária, onde a maioria das famílias tem uma economia agrícola de subsistência voltada diretamente à terra, com vários produtos a serem destacados: milho, feijão, soja, fumo, frutas, ovos, trigo, uva, aves, bovinos, suínos, ovinos, caprinos e agroindústrias. No comércio de Salgado Filho, desde o início até os dias de hoje, prevalece as casas de trocas de mercadorias, destacando os mercados, lojas, farmácias, lanchonetes, casa de construção e atacado de alimentos.
No setor industrial se destaca a transformação e matéria-prima em um bem de consumo e utilidade, nos setores de móveis, confecções, farinha e produtos agro industrializados.